# B-17 PN9E
De B-17, met roepnaam PN9E (Prep Negat Nine Easy), met aan boord 9 mannen onder leiding van luitenant Armand Monteverde stortte tijdens een zoekactie boven Groenland neer tijdens dichte mist. Het toestel dat laag boven de grond vloog scheurde in twee stukken, de ramp zelf overleefden zeven bemanningsleden.
De bemanning heeft 148 dagen op het ijs vastgezeten voordat iedereen gered kon worden. Verscheidene keren speelde het weer een rol om evacuaties uit te stellen. Uiteindelijk overleden er drie bemanningsleden en twee personen (evacuerend personeel) tijdens evacuaties, één persoon verloor beide voeten aan gangreen, de overige zeven mannen werden gered.

## Voorgeschiedenis
Toen nazi-Duitsland Denemarken binnenviel, werd Groenland dé tussenstop voor de geallieerden naar Europa. Niet alleen als tussenstop was het belangrijk, ook de productie van aluminium maakte van Groenland een sleutel in het maken van geallieerde gevechtsvliegtuigen.
Vanuit Amerika kon men met zware bommenwerpers en transportvliegtuigen via Groenland Europa bevoorraden. De route kreeg de naam Sneeuwbalroute.
Op 9 november 1942 raakte het transportvliegtuig de Skytrooper vermist, waarbij verschillende vliegtuigen vanaf Bluie West One (BW-1) – het huidige Narsarsuaq Airport – in het zuidwesten van Groenland opstegen om te zoeken. Achteraf bleek het vliegtuig neergestort te zijn en waren er geen overlevenden.

## Bemanning
| Beroep        | Naam                        | Lot                                                                 |
| ------------- | --------------------------- | ------------------------------------------------------------------- |
| Piloot        | Luitenant Armand Monteverde | Gered                                                               |
| Copiloot      | Harry Spencer               | Gered                                                               |
| Technicus     | Paul Spina                  | Gered                                                               |
| Navigator     | Bill O’Hara                 | Vergevorderde gangreen aan beide voeten.                            |
| Telegrafist   | Lolly Howarth               | Stortte tijdens de derde evacuatie neer en overleed ter plekke      |
| Mechanicus    | Clarence Wedel              | Viel tijdens de vierde evacuatiepoging in een ijs kloof en overleed |
| Bemanningslid | -                           | Gered                                                               |
| Bemanningslid | -                           | Gered                                                               |
| Bemanningslid | -                           | Gered                                                               |

## Ramp
Op 9 november, de vierde dag van de zoekactie, steeg de B-17 onder leiding van luitenant Armand Monteverde op. Het vliegtuig had het fjord in de Baai van Køge aangewezen gekregen. Tijdens het opstijgen was het weer goed, maar bij aankomst in de baai trok een dichte, witte mist op. Het toestel vloog met 290 km/h over de baai. Monteverde wist dat verderop een 250 meter hoge ijskap wachtte, hij wist alleen niet hoe hoog hij boven het ijs vloog. De hoogtemeter was hierbij niet te raadplegen, omdat deze de afstand tot de zeespiegel mat en niet de ondergrond waarboven werd gevlogen. Copiloot Harry Spencer schatte dat ze op 30 meter boven het ijs vlogen. Monterverde besloot naar links te sturen om zo terug het fjord uit te vliegen. Dat bleek een noodlottige keuze te zijn.
Het vliegtuig vloog nu boven de ijskap en doordat de vleugel (door het naar links sturen) over het ijs schraapte, maakte het toestel een scherpe draai. Door de plotselinge veranderingen van richting en de schok brak de romp net achter de vleugels af en kwam het vliegtuig 200 meter verderop tot stilstand. De staart was gedeeltelijk beschadigd geraakt, de voorkant was compleet verwoest.

Vergelijkbare ijskappen in Groenland

#### Verloop
Zeven bemanningsleden bleven in de romp van het toestel tijdens het ongeluk, sergeant Alfred West was door de voorruit gevlogen en bloedde uit wonden aan zijn hoofd en knieën, technicus Paul Spina was door het raam van het plafond geschoten en had zijn arm op twee plekken gebroken en het bewustzijn verloren.
De twee bemanningsleden werden binnen in het staartstuk gebracht, waarbij de botbreuken van Paul Spina werden rechtgezet, zonder verdoving. Van brokstukken maakte Monterverde een spalk voor de arm.
De B-17 had voor enkele dagen eten en drinken en al helemaal niet genoeg kleding voor -40 graden. Daarbij was de radio stuk en was deze pas op 16 november operationeel.
Ook was de ligging van het neergestorte vliegtuig ongunstig, het staartstuk waar de mannen in schuilden lag gevaarlijk dicht bij een gletsjerkloof. De rampplek was omgeven door kloven en het was moeilijk om de omgeving te verkennen en voor evacuatiemissies om stevige ijsbruggen te ontdekken.
Vanuit Bluie West One vertrokken op 10 november 17 vliegtuigen om het gecrashte toestel te zoeken, maar dit werd bemoeilijkt omdat er geen noodsignaal was verzonden van de B-17 PN9E. Vanwege sneeuwstormen werd de zoekactie de volgende dag afgeblazen.
Op 12 november gingen Harry Spencer en navigator Bill O’Hara op verkenningstocht om de gevaarlijke kloven in de buurt te markeren. Ze konden de kust zien liggen op zo'n elf kilometer afstand. Daarop besloot de bemanning naar de kust te trekken omdat de overlevingskansen daar misschien beter zouden zijn. 50 meter bij het wrak vandaan ging het echter mis, Spencer stapte op een ijsbrug die er stevig uitzag, maar stortte in. Het ijsblok klemde echter op 30 meter onder de rand en brak Spencers val, waarna het ijsblok nog een keer losraakte en verder op weer klem kwam, hij werd uit de kloof getrokken met parachute touwen.
In de week erna kwam bemanning er achter dat Bill O'Hara gangreen had aan beide voeten. Urenlang heeft de crew de voeten van O'Hara gemasseerd om de bloedsomloop op gang te brengen.
Op 16 november verstuurde telegrafist Lolly Howarth de eerste boodschap vanaf de crashsite:
‘PN9E gecrasht op gletsjer. Leven nog, stuur snel hulp.’— Lolly Howarth
Door een storm werd er acht dagen na de opgevangen boodschap niks ondernomen. Op 24 november waren de weersomstandigheden nog steeds slecht, maar toch steeg Kolonel Bred Balchen met een Douglas C-54 Skymaster richting de rampplek. Ondertussen bereikte de storm een hoogte punt,
'20 minuten lang werden we rondgeslingerd als een blad in een orkaan. Dit was het ergste noodweer dat ik ooit in een vliegtuig heb meegemaakt – de storm heeft me bijna het leven gekost'— Bred Balchen
Omdat er hoge windsnelheid was, en droppingen met parachutes geen zin hadden, dropte Balchen de kratten rechtstreeks op de brokstukken van het toestel.

#### Evacuatiepogingen
De toestand van Bill O'Hara liep ondertussen flink achter uit, daarop werd een eerst reddingsmissie op touw gezet. Een Grumman J2F-watervliegtuig met piloot John Pritchard en radio-operator Benjamin Bottoms aan boord steeg op, en lande drie uur later op de ijskap. O'Hara en Paul Spina zouden als eerst geëvacueerd moeten worden maar omdat O'Hara niet kon lopen en Spina een gebroken arm had werden twee anderen uitgekozen.
Diezelfde avond bereikten twee sneeuwscooters het wrak en zij waren van plan een aantal bemanningsleden te evacueeren. Dit mislukte echter toen Luitenant Max Demorest met sneeuwscooter en al door een ijsbrug heen zakte, daarop werd het watervliegtuig dat weer terug was op de ijskap weggestuurd om touw te halen zodat men Demorest kon redden. Met deze vlucht ging telegrafist Lolly Howarth mee.
De vlucht heeft zijn doel echter nooit bereikt en stortte op de zelfde manier als de B-17 PN9E neer, John Pritchard, Benjamin Bottoms en Lolly Howarth overleden ter plekke.
De toestand van O'Hara verslechterde en daarom ging de overgebleven sneeuwscooter op weg met Spencer als verkenner van het ijs. Clarence Wedel volgde Spencer en daarachter volgde de sneeuw scooter. Spencer, en de mannen op de sneeuwscooter staken op een paar uur ten noorden van het wrak een ijsbrug over, waarbij Wedel door de brug zakt en overlijdt. De andere drie mannen gaan verder maar de scooter krijgt verder op motorpech waardoor ze zich in de sneeuw moeten in graven.
Onder tussen werd er nog steeds voedsel gedropt, ook op het in gegraven sneeuwscooter kamp was daar sprake van. Weken lang zaten de drie mannen vast, waarbij de vergevorderde gangreen er voor zorgde dat de voeten van O'Hara er afvielen.
Op 22 januari stopte de radio er mee, en ontving de achter gebleven bemanning niks meer. Pas op 6 februari werd het sneeuwscooterkamp geëvacueerd. Door de Groenlandsewinter werd de redding van de overige bemanning uit gesteld tot 17 maart 1943. De overgebleven drie mannen in de staart werden op 17 maart geevacueerd, het plan was omdat met een watervliegtuig te doen, maar deze raakte oververhit door overgewicht. De drie mannen werden daarom met sleeën naar de kust gebracht en met een schip in veiligheid gebracht.

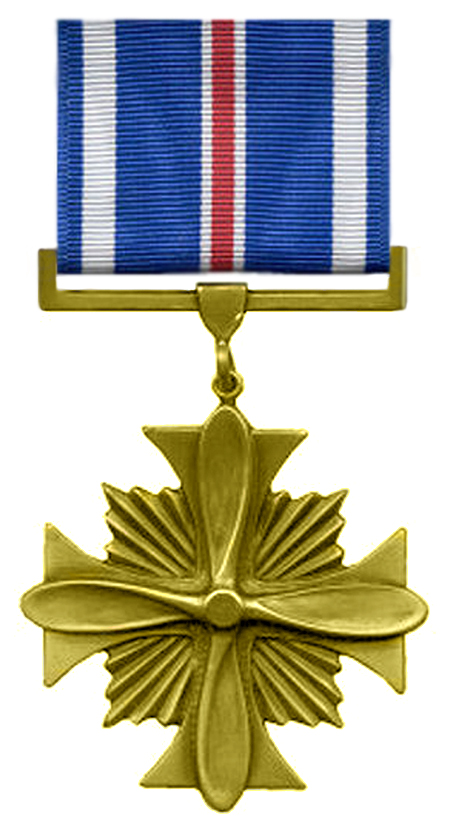
Distinguished Flying Cross (Amerika)

## Nasleep
Van de negen bemanningsleden aan boord van de B-17 kwamen er twee om, terwijl drie dappere mannen de dood vonden toen ze hen probeerden te redden van de ijskap. De bemanning van het transportvliegtuig dat Monteverde moest zoeken, overleefde het niet. Uiteindelijk zou Groenland in totaal 10 mannen meenemen - en tot op de dag van vandaag, en ondanks verschillende pogingen, is geen van de lichamen geborgen.
Voor de laatste evacuatie vlucht kreeg Kolonel Balchen Distinguished Flying Cross van Amerika.

## Naslagwerken
- Mitchell Zuckoff (2013). Frozen in time : an epic story of survival, and a modern quest for lost heroes of World War II, New York, NY. ISBN 0-06-213343-8.